# 테리 사운더스
테리 사운더스(Terry Saunders, 1923년 5월 17일~2012년)는 미국의 배우, 텔레비전 배우, 영화배우이다.

## 영화
- 왕과 나(1956년)

## 연극
- 왕과 나 (뮤지컬)
- 사운드 오브 뮤직